# 세파한 항공 5915편

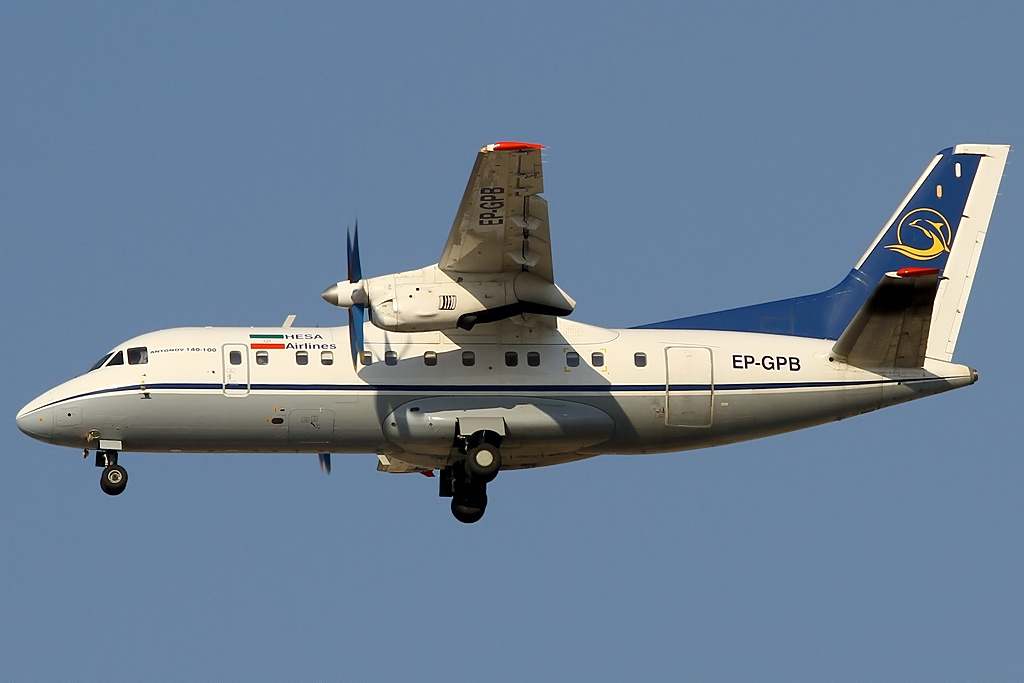

세파한 항공 5915편은 메흐라바드 국제공항을 출발하여 타바스 공항으로 향하던 항공기로, 2014년 8월 10일 이륙한 직후 인근 주거 지역인 아자디에 추락하였다. 40명이 사망하고 8명이 부상당했다.